# Oxepine
Oxepine is een heterocyclische organische verbinding met als brutoformule C6H6O.

## Synthese
Oxepine kan bereid worden door reactie van 4,5-dibroomcyclohexeenoxide met een organische base, zoals DBU. Het gaat hierbij om een eliminatiereactie:

## Structuur en eigenschappen
Oxepine is een ringvormige onverzadigde verbinding met zes koolstof- en een zuurstofatoom, en drie dubbele bindingen. Oxepine bezit bezit een pi-elektronsysteem met 8 elektronen, dat dus niet voldoet aan de regel van Hückel. Bovendien is de structuur niet vlak, maar min of meer kuipvormig. Oxepine is bijgevolg een niet-aromatische verbinding. Ze staat in evenwicht met benzeenoxide: